# Creștinism

Răspândirea actuală a creștinismului în lume. Date din 2011.

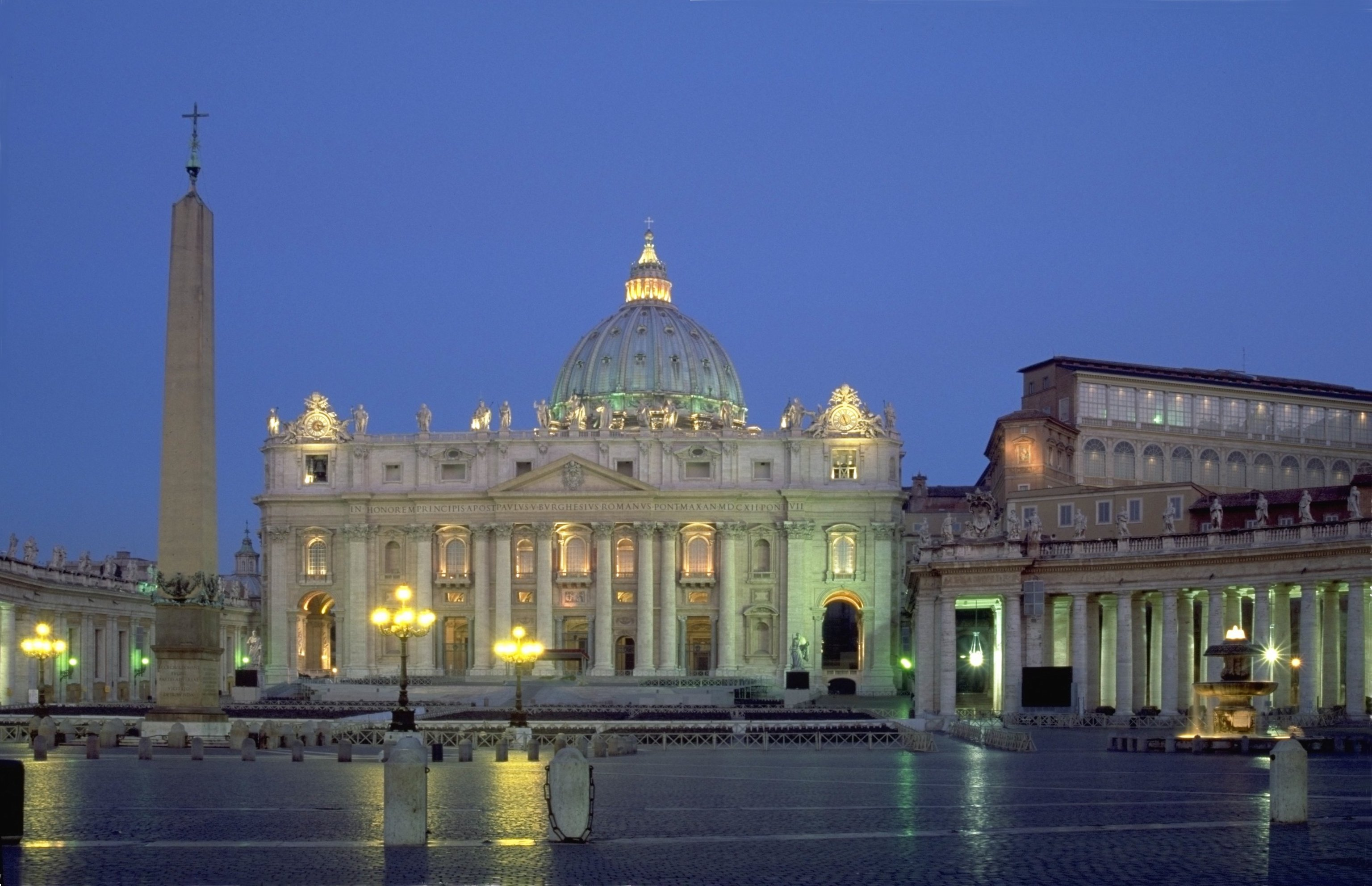
Bazilica Sfântul Petru din Roma, cea mai mare biserică din lume și unul dintre cele mai importante centre ale religiei creștine.

Creștinismul este una din cele trei religii monoteiste contemporane, alături de iudaism și islam. Considerând împreună catolicii, protestanții și ortodocșii sub eticheta globală de „creștini”, religia acestora este, actualmente, cea mai importantă din punct de vedere numeric, însumând aproximativ 2,4 miliarde de adepți. Islamul, cealaltă religie monoteistă derivată din tradiția religioasă iudaică, este a doua ca pondere numerică a adepților în lume.
Creștinismul are originea în iudaism. Ca moștenitor (alături de islam și iudaismul contemporan) al tradiției religioase orientale, creștinismul perpetuează până în zilele noastre credințe și mituri născute pe malurile Eufratului acum mai bine de 5.000 de ani.
Cuvântul „creștin” provine din limba latină populară, de la christianus, derivat de la Hristos, deoarece Iisus/Isus din Nazaret este considerat în religia creștină ca fiind Mesia și fiul lui Dumnezeu. Cuvântul „Hristos”, în limba greacă: Χριστός Christós („cel uns”), este traducerea din limba ebraică a cuvântului: משיח Mașiah (arabă: مَسيح Masīh). Inițial, cuvântul „creștin” a fost folosit ca o poreclă la adresa celor care urmau învățăturile lui Iisus în Imperiul Roman.
Instituția specifică creștinismului este Biserica. Autoritatea doctrinală este Sfânta Scriptură sau Biblia, la care se adaugă, în ortodoxie și catolicism, Tradiția Bisericii (în plus, pentru catolicism, se adaugă și Magisteriul bisericesc, reprezentat de autoritatea papei).

## Descriere
Creștinismul este religia acelora care mărturisesc credința în Iisus Hristos și purtător al unui mesaj universal de mântuire propovăduită de apostoli. Sintagma "Fiu al lui Dumnezeu" trebuie înțeleasă aici în sensul dat ei de către creștini, căci ea este veche, precedând creștinismul. Astfel, despre împăratul roman Augustus se spunea că este Fiul lui Dumnezeu pentru că era fiul adoptat al lui Iulius Cezar, împărat zeificat de către romani. Savanții Mircea Eliade și Ioan Petru Culianu pun la îndoială faptul că Iisus i-a dat sintagmei ("Fiul lui Dumnezeu") același înțeles pe care mai târziu creștinii i-o vor da. Această religie și crezul ei sunt în continuitate cu iudaismul primului secol, revendicându-se ca împlinire a legământului încheiat de Dumnezeu cu poporul lui Israel. Pentru teologii contemporani, Iisus Hristos a fost un predicator ambulant (itinerant) în Palestina secolului I e.n., care potrivit mărturiei biblice înfăptuia miracole pe unde trecea. În Imperiul roman al acelei vremi, acest fapt trecea ca fiind banal și nimic străin atmosferei timpului și locului, despre maeștrii stoici și cinici ai vremii spunându-se același lucru. Numeroși făcători de minuni evrei pot fi comparați cu Iisus. Astfel, Talmud-ul relatează despre minunile înfăptuite de diverși rabini, de exemplu rabinul Honi ha-Meaggel, trăitor în secolul I î.e.n., sau celebrul rabin Hanina ben Dosa, un contemporan al lui Iisus. În contul acestui rabin trăitor în aceeași perioadă cu Iisus este pus, de altfel, un miracol de-o asemănare frapantă cu unul dintre miracolele pe care textul sacru creștin îl pune în contul lui Hristos, anume vindecarea fiului unui slujbaș la Capernaum (Ioan 4:43-54); Hanina ben Dosa se pretinde a fi vindecat fiul unui rabin, anume al lui Gamaliel II. Iudaismul, ca și alte religii antice, considera că miracolele fac parte din ordinea lucrurilor. Vechiul Testament conține numeroase relatări de intervenții ale lui Dumnezeu în favoarea poporului care credea în el, dar în Biblia evreiască găsim și miracole înfăptuite de oameni sfinți, precum profetul Ilie și Elisei, un număr important de relatări miraculoase ale Noului Testament fiind influențate de aceste relatări ale Vechiului Testament.
Creștinismul, așadar, își are originea în ceea ce pentru credincioșii creștini reprezintă evenimentul și misterul lui Hristos (adică conceperea (de la Duhul Sfânt), nașterea (din Fecioară), viața, cuvintele, pătimirea, moartea sa pe cruce, învierea sa din morți, înălțarea la cer și trimiterea Mângâietorului în ziua de Cincizecime). Se caracterizează prin monoteismul său, conform, de altfel, matricei originare ebraice, aceasta deși, fiind, totuși, o altă religie din aceeași matrice, anume islamul, percepe creștinismul ca fiind o formă de politeism (sîrk), iar istoricii religiei situează creștinismul pe o poziție aparte în raport cu religiile monoteiste cu caracter exclusiv (absolut), precum islamul și iudaismul, din cauza noțiunii specific creștine de Treime, adică "trei persoane de-o unică substanță", fapt ce clasează creștinismul în categoria monoteismelor pluriforme, alături de religiile primitive, care, prin expresia unui monoteism pluriform (mai mulți zei sunt considerați a fi manifestări ale unui unic zeu) încearcă să răspundă aceleiași probleme ca dogma trinitară, adică a coexistenței unității divine și a pluriformității divine (multiplicității de manifestări ale acesteia), un exemplu fiind spiritul adorat de păstorii nilotici „nuer”. Dubla natură a uneia dintre manifestările dumnezeului creștin, anume a lui Iisus, divină și umană, nu face decât să complice și mai mult situația creștinismului din punctul de vedere al sistematicii istoriei religiei. De altfel, Biblia  creștină, atât Vechiul cât și Noul Testament, nu conține afirmații sau speculații trinitare, în ea apărând doar formule liturgice triadice.
Nucleul fundamental al credinței creștine constă în afirmarea lui Dumnezeu — creator al universului (și, prin urmare, al omului), ființă plină de iubire și de grijă părintească (într-adevăr, Crezul creștin enunță: „cred într-unul Dumnezeu, Tatăl atotțiitorul, Făcătorul cerului și al pământului, al tuturor celor văzute și nevăzute”), constituit în trei persoane distincte în relație, dar egale în natură. 
Cele trei persoane ale Treimii sunt: Dumnezeu Tatăl, Fiul Iisus și Duhul Sfânt. Tatăl este cel care decide, Iisus ascultă de Tatăl, iar Duhul Sfânt il face cunoscut pe Fiu oamenilor.
În Iisus Hristos este recunoscută o dublă natură: divină și umană, fiecare dintre ele deplină. Credința creștină că, după moartea sa pe cruce, Iisus Hristos a înviat din morți, se constituie în teologia creștină ca dovadă a acestei duble naturi. Istoric vorbind, chestiunea naturii lui Iisus Hristos a fost un motiv de mari dispute între adepții săi încă de la începuturile creștinismului și punctând, cu crize și dispute, istoria acestei religii bimilenare până astăzi.
Majoritatea denominațiunilor creștine afirmă fidelitatea sa față de esența creștinismului primordial, în ciuda formei schimbate.
Cele trei mărturisiri de credință (crezuri) ale creștinilor sunt:
- Simbolul apostolic (anul 50);
- Simbolul niceeano-constantinopolitan, stabilit prin sinoadele ecumenice de la Niceea (325) și Constantinopol (381);
- Simbolul atanasian (sec. IV-VIII?), ce explică amănunțit dogmele creștine de bază, comune celor mai multe tendințe și confesiuni creștine.

Din predicarea lui Iisus (adică a evangheliei – „buna vestire” că Dumnezeu a împlinit promisiunile sale cf. Lc 2, 35u.), conform creștinismului, izvorăște nu numai vestea mântuirii finale a omului și a universului, dar și angajarea personală în dinamica unei morale contrasemnată de iubire față de aproape și a unei vieți trăită în relație personală cu Dumnezeu.
Biblia spune că Dumnezeu era în Hristos, împăcând lumea cu Sine (2 Cor. 5:19,20).
Pentru unii creștini, Logosul este a doua persoană din Sfânta Treime (Dumnezeu Unu-ntreit - termen care nu apare în Sfânta Scriptură), care se întrupează, devenind, în același timp, Isus Hristos/Iisus Hristos/Isus Christos, făcându-se om adevărat și rămânând, în același timp, Dumnezeu adevărat.

### Caracteristica religiei creștine
La baza religiei creștine stă relația dintre natura lui Dumnezeu, păcatul și omul. 
Pentru creștini, omul se mântuie prin moartea și învierea lui Iisus Hristos. Potrivit teologiei temeliilor, Iisus moare pe cruce pentru a plăti Tatălui prețul de răscumpărare a păcatelor omenirii, apoi învie, urmând ca toți oamenii să învie la sfârșitul istoriei. Potrivit, însă, teologiei liberale, omul se mântuie doar prin aderarea la Hristos.
În creștinism, fundamentală este și referința la dimensiunea comunitară: într-adevăr, cei care cred în Iisus Hristos sunt chemați să participe direct la viața comunității.
Creștinismul mai poate fi definit ca „religia cărții”, datorită importanței textelor sacre și a referinței la aceste texte ale revelației adunate în Biblie, dar această etichetare („religia cărții”) a fost făcută de reprezentanți ai islamului, creștinismul fiind religia lui Hristos, cel înviat.
Totuși conținuturile doctrinare esențiale care îl caracterizează au fost elaborate în decursul secolelor și au dus la apariția multor confesiuni religioase, care – în diferite feluri – își exprimă legătura lor cu acest patrimoniu doctrinar comun.
De-a lungul timpului, principalele divergențe s-au manifestat: 
- în legătură cu natura reală a lui Iisus Hristos;
- în legătură cu gradul de libertate a omului în interiorul planului divin de mântuire;
- în legătură cu modul de organizare instituțională a comunității creștine;
- în legătură cu raporturile creștinismului cu puterea politică.

În jurul acestor probleme de fond s-au manifestat, în plus, divergențe între creștini și în legătură cu: 
- interpretarea corectă a textelor revelate,
- a sacramentelor,
- a riturilor liturghiei și
- a codificării normelor morale.

## Creștinismul primar

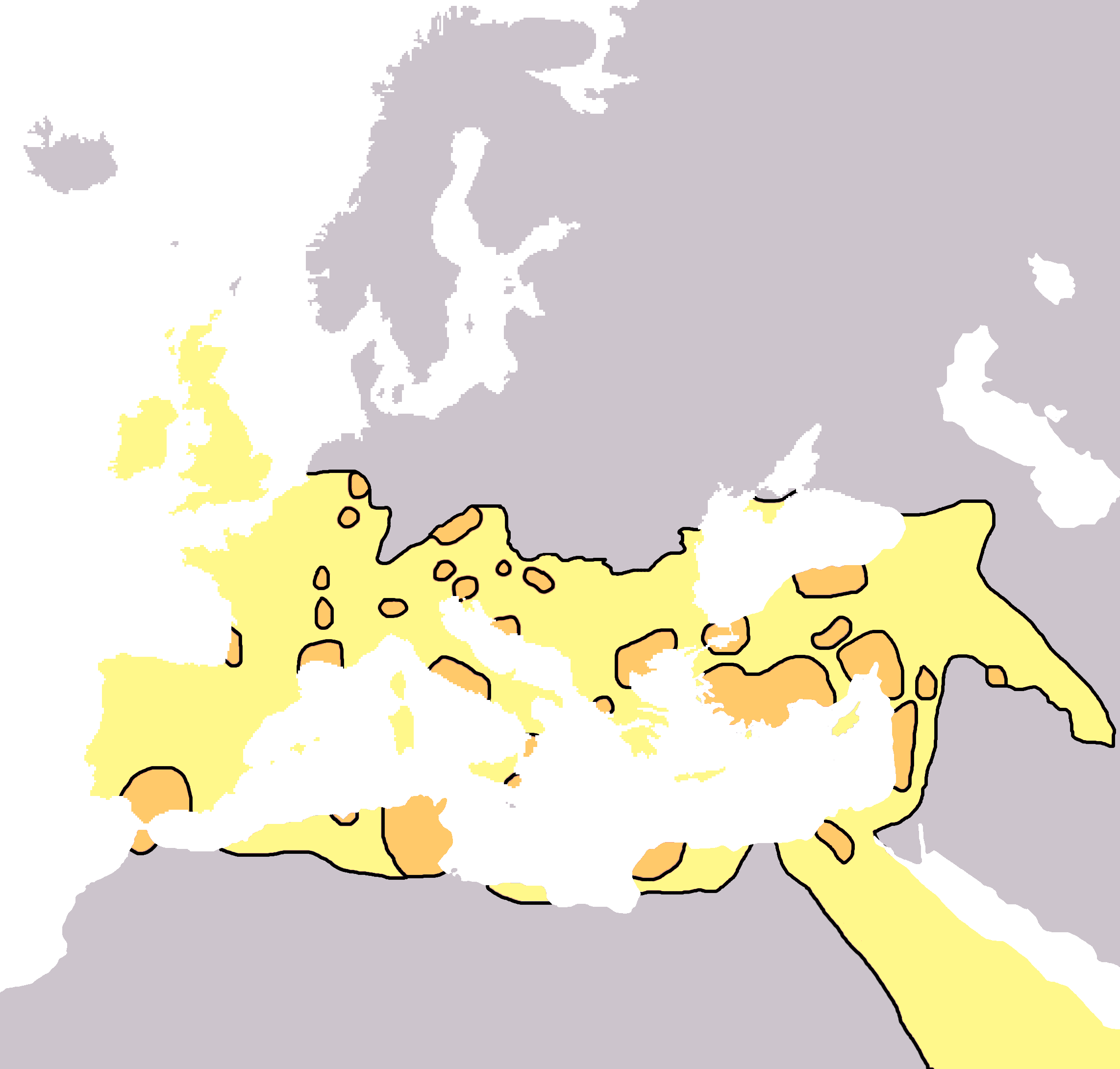
Creștinismul în Europa anului 600

Primelor comunități creștine de origine ebraică ivite ca urmare a predicii lui Iisus Hristos și a apostolilor săi, foarte curând, li s-au alăturat și comunitățile de origine păgână născute (mai ales) din apostolatul lui Saul din Tars, care a purtat, a inserat creștinismul într-un context mai amplu, atât geografic, cât și cultural. Acest fenomen n-a întârziat să provoace conflicte delicate în interiorul diferitelor comunități, conflicte despre care vorbesc Faptele Apostolilor și chiar Scrisorile lui Pavel.
Specific creștinismului primar este, așadar, amploarea diversității de opinii și credințe în numeroase chestiuni teologice, fapt provocat, inițial, de caracterul oral al transmiterii mesajului lui Hristos și, mai târziu, de amploarea numărului de scrieri care îi fixau spusele, îndemnurile și credințele. Acest fapt, care n-a întârziat să producă dispute intestine în rândul mișcării, a pus în evidență necesitatea clarificării doctrinare (acordul asupra Crezului), a stabilirii setului de cărți inspirate (apariția Canonului biblic) și a fizionomiei instituției menite să vegheze la păstrarea valorilor comune (înființarea bisericii).
„Ce poate fi mai variat decât acest fenomen pestriț, creștinismul în lumea modernă? De fapt, s-ar putea să existe un răspuns: creștinismul în lumea antică.”
Așadar, răspândindu-se în tot bazinul mediteranean, în secolul I e.c., creștinismul primar a avut, la început, o fizionomie predominant urbană, centrele mai importante erau: Antiohia, Corint, Efes, Alexandria și Roma.
Această răspândire în aria geografică mediteraneană a favorizat posibilitatea transmiterii mesajului creștin atât în limba greacă, cât și în limba latină.
În primele trei secole ale erei creștine (e.c.), în pofida apariției crizelor interne (pe teme doctrinare: gnosticismul, marcionismul, maniheismul, docetismul, nestorianismul, montanismul, pelagianismul ș.a.), crize care au dus la apariția unor Biserici cu caracter autonom, creștinismul a continuat răspândirea sa atât în imperiu, cât și în afara lui. Această răspândire n-a fost oprită nici măcar de persecuțiile dezlănțuite de unii împărați romani, motivate de refuzul creștinilor de a recunoaște divinizarea împăratului, deși proclamau fidelitatea lor față de legile civile (reprezentativă este, de exemplu, Acta martyrum Sicillitarum).
Între principalele persecuții au fost cele de sub domnia lui Nero (64-67), Decius (249-251), Valerian (257-258) și Diocletian (303-311).
Din a doua jumătate a secolului al II-lea, în fața criticii elitelor culturii păgâne, în special a filozofilor, a înflorit apologetica – adică, autoapărarea creștinismului pe plan cultural și moral (de exemplu, Iustin Martirul și Filozoful, Tertulian, Clement din Alexandria, Origene, Eusebiu din Cezareea ș.a.).
Cu „Edictul de la Milano” (313) al împăratului Constantin cel Mare (306-337)  și cu „Edictul de la Tesalonic” (380) al împăratului Teodosie (346-395), creștinismul a sfârșit prin a deveni o realitate, mai întâi, tolerată, iar, mai apoi, constitutivă a Imperiului Roman. Tradiția a reușit să împământenească chiar și în cultura laică ideea că Edictul de la Milano, proclamat de Constantin și Licinius este actul prin care se instituie toleranța față de cultul creștin, dar monografiile istorice precizează că Galerius a emis un edict de toleranță în 311. Odată cooptat în angrenajele puterii, creștinismul se va transforma rapid într-un crud persecutor al celorlalte culte și religii, dar și al filozofiei vremii, fapt care se va materializa în interzicerea practicării oricărei alte religii în afară de creștinism, precum și cu închiderea școlilor de filozofie atât de prețuite de către lumea clasică. În acest proces au existat, desigur, și numeroase victime omenești, de la membri ai clerului și simplii credincioși ai diverselor religii "păgâne", până la filozofi.
Împăraților le-au fost recunoscute, din ce în ce mai mult, ample spații de intervenție în viața Bisericii, inclusiv convocarea de Concilii Ecumenice, care, în acele secole, au avut de înfruntat diferite controverse, mai ales cele care au sfârșit în erezii trinitare și cristologice. În urma acestor controverse creștinismul a ajuns la formulări riguroase a adevărurilor de credință (dogmele), cuprinse în crezul de la Niceea (numit și Crezul apostolic) și, mai apoi, în Simbolul (Crezul) niceno-constantinopolitan (secolul al IV-lea). Istoria prin care s-au decantat, însă, aceste formulări dogmatice nu este una pașnică, ci una adesea conflictuală între teologi și taberele lor de susținători, atingând forme extreme de violență fizică și psihologică, în chiar timpul și sălile unde s-au desfășurat anumite sinoade (concilii) ecumenice. În acest context, împărații, ca reprezentanți ai puterii seculare și, deci, garanți ai ordinii publice, au simțit de datoria lor să intervină prin impunerea poziției unei tabere, precum și prin masarea de trupe în orașele în care se țineau aceste sinoade și unde, din această cauză, taberele de susținători ai diverselor puncte de vedere teologice în confruntare se încăierau pe străzi.
Caracteristica creștinismului din această perioadă a fost și dezvoltarea reflecției doctrinare condusă de teologii vremii (numiți, mai târziu, Părinții Bisericii): Augustin de Hipona, Ambroziu de Milano, Atanasie din Alexandria, Ioan Gură de Aur, Ioan Damaschinul, Vasile cel Mare, Grigore de Nyssa, Grigore de Nazianz etc.
În secolul al V-lea, Bisericile popoarelor armean, asirian, copt și alte câteva Biserici locale n-au primit deciziile dogmatice cu privire la natura lui Christos - (definită în Conciliul din Efes (431) și cel din Calcedon (451) - și au rămas legate de nestorianism sau de monofizism, dând naștere acelor comunități creștine cunoscute astăzi cu numele de „Bisericii antice”:
- Biserica Mar Thoma, fără niciun sinod ecumenic;
- Biserica Asiriană, cu 2 sinoade ecumenice;
- Bisericile celor trei concilii;

## Creștinismul în Evul Mediu
Integrarea între creștinism și puterea imperială se întrerupe în Occident odată cu invaziile popoarelor barbare, supraviețuind, însă, în Imperiul Bizantin, în forme și conținuturi care denotau tendințele unei sacralizări crescânde a figurii împăratului, deținător al puterii politice și religioase.
Chiar și popoarele „barbare”, care au invadat Occidentul, erau deja creștine, dar în formă ariană. De aici efortul intens al Bisericii romane – care, în lipsa puterii provocată de căderea imperiului, progresa căpătând o crescută relevanță și civilă – pentru convertirea acestor popoare la ortodoxia trinitară.
În aceste împrejurări, creștinismul a căpătat, în regatele romano-barbare, o importanță politică crescândă, sprijininind constituirea unor monarhii cu care a păstrat pentru foarte mult timp o strânsă legătură și, deci, un nou pol al dezvoltării creștinismului.
Între secolul al III-lea și al IV-lea și-a făcut apariția monahismul (părinții din deșert: Antonie Pustnicul, Pahomie, Vasile cel Mare, Ioan Cassian ș.a.), care monahism s-a cristalizat în secolul al V-lea în Occident în monahismul Benedictin.
Pe fondul prelungitei căderi economice și politice produse de invaziile barbare, în Evul Mediu târziu mănăstirile au devenit singurele centre de iradiere nu doar spiritual-religioasă, dar și a tradiției culturale a Occidentului, deoarece au oferit structura economiei medievale, încadrând populațiile în ferme agricole stabile și au contribuit la opera progresivă a defrișării și a cultivării terenurilor agricole.
Reîntoarcerea la modelul constantinian de colaborare între stat și biserică, verificat în epoca carolingiană, n-a schimbat substanțial lucrurile.
Mai importantă, însă, a fost schimbarea intervenită în bazinul mediteranean din secolul al VII-lea, odată cu cucerirea arabă și cu islamizarea definitivă a nordului Africii. Astfel, cealaltă jumătate a Imperiului roman, deși va supraviețui încă o vreme, își va vedea și ea diminuată substanțial suprafața, populația și puterea economică, fapt care nu va face decât să faciliteze viitoarele pierderi produse de către creștinătatea orientală în fața islamului, pierderi care vor culmina cu desființarea imperiului ortodox în anul 1453. Istoricii amintesc printre cauzele slăbirii Bizanțului și îndelungata luptă intestină din creștinism („lupta cu ereziile”), mai precis la faptul că o parte a populației din partea estică, asiatică și nord-africană a imperiului, care afișa un creștinism considerat „eretic” de către puterea centrală, era supusă permanent presiunilor din partea acesteia, și uneori era ținta masacrelor, fapt care a sfârșit prin a desolidariza această masă de cetățeni de interesele statului. Probabil sub influența noii religii semite, controversa iconoclastă iscată în chiar rândurile ortodocșilor - dar care prezintă și ea o linie de falie etnică evidentă între populația europeană (greacă) a imperiului, deschisă (cel puțin începând cu secolul II e.c.) spre expresia plastică /artistică a sentimentului religios și masele de origine semită din partea lui asiatică, închistate într-un aniconism fără compromis, ceea ce va duce și ea la alte victime omenești. Tot cam în aceeași perioadă au fost creștinate și popoarele slave, spre care s-a îndreptat activitatea misionară a bizantinilor Chiril și Metodiu, în a doua jumătate a secolului al IX-lea, fapt care se va dovedi mai târziu salvator pentru creștinătatea orientală, când Rusia se va constitui în apărătoarea credinței ortodoxe (A treia Romă).

## Divizarea Bisericii
Diferitele dezvoltări istorice ale imperiului Oriental (bizantin) și-ale celui Occidental (romano-barbar), cu trecerea timpului, au accelerat un proces de diferențiere tot mai mare între cele două comunități creștine. Aceste diferențieri atingeau atât aspecte doctrinare, cât, mai ales, formule liturgice și criterii disciplinare interne.
O atare tensiune se manifestase deja în criza iconoclastă din secolul al VIII-lea, provocată de refuzul cultului imaginilor sacre (icoanelor) din partea așa-ziselor „sectoare ale creștinismului bizantin” (iconoclasmul), și, apoi, în schisma verificată între papa Nicolae I și patriarhul Constantinopolului, Fotie (secolul al IX-lea).
Ruptura definitivă s-a produs în 1054, cu reciproca excomunicare a celor două Bisericii: Roma și Bizanț. Din acest moment, creștinismul bizantin (cunoscut cu numele de "Ortodox") se va dezvolta, accentuând caracterul său organizatoric conciliar și „autocefal” (autonomia deplină a fiecărei Biserici naționale, etnice), însă într-un cadru doctrinar și liturgic comun (de exemplu, Biserica ortodoxă rusă, etc).
Cu toate acestea, în Orient au rămas și biserici în comuniune cu Roma, sau biserici care au revenit la această comuniune, ca urmare a raporturilor organice cu Cetatea eternă (de exemplu, Bisericile Orientale și cele numite "Uniate": armeană, coptă, caldee, ucraineană).
În Biserica romano-catolică, spre deosebire de cea bizantină, caracterizată de o accentuare crescândă a figurii papei și a instituției politico-statale a Sfântului Scaun (Statul Papal), au fost repetate mișcări de contestare pe tot parcursul Evului Mediu, mișcări ce au condus la ulterioare desprinderi, mai mici în comparație cu așa-zisa „Mare Schismă” , dar nu lipsite de importanță. Ele sunt de amintit la afirmarea treptată (în Occident) a idealurilor teocratice, care au coincis cu tentativa de încreștinare absolută (cu forța) a societății și cu afirmarea primatului puterii temporale a papei, chiar și în comparație cu puterea împăratului.
Rezistența în fața acestor dezvoltări (a puterii și a primatului) precum și a degradării progresive a obiceiurilor morale ale clerului au fost călăuzite de diferite mișcări atât din interiorul Bisericii romane  (de exemplu, noile ordine religioase: franciscani, dominicani etc.), cât și din afara bisericii, de către schismatici și/sau de eretici, împotriva cărora n-au lipsit repercusiunile sângeroase (din secolul al XI-lea până în secolul al XIII-lea: albingenzii, catarii, valdenzii etc.).
Crescândul amestec între Biserica catolică și puterea politică (numită „brațul secular al bisericii”) a stat la originea ulterioarelor fapte traumatice, cum au fost, de exemplu, proclamarea cruciadelor pentru eliberarea Țării Sfinte, transferarea sediului papal la Avignon, Schisma Apuseană a bisericii Romano-Catolice dintre anii 1378-1417.
Ruptura cea mai importantă și cu grave urmări pentru întreaga creștinătate a avut loc însă în secolul al XVI-lea, cu afirmarea Reformei protestante, provocată de starea gravă de decădere religioasă și morală a Scaunului Romei și favorizată de instanțele de reînnoire prezente în umanismul creștin (spre exemplu, Erasmus din Rotterdam, Thomas Morus), pe lângă multe alte încercări de reformă catolică și de reîntoarcere la puritatea credinței prin fondarea unor noi Ordine religioase sau prin reînnoirea celor existente deja (exemplu: Francisc de Paolo).
Reforma protestantă a găsit în opera lui Martin Luther și în situația germană deosebită originile sale imediate, dar această reformă foarte repede a implicat tot centrul și nordul Europei, chiar dacă această implicare a fost cu caracteristicii specifice legate de diferitele condiții naționale (exemple: formarea Bisericii Anglicane, predicarea lui Jean Calvin, cea a lui Henrich Zwingli ș.a.).
Procesul de divizare a creștinismului occidental a atins toate planurile: pe cel teologic - cu controversatele sale interpretări asupra libertății omului în fața grației divine și a condamnării (așa numitele „controverse cu privire la predestinare”); pe plan liturgico-sacramental - controversele asupra sacramentelor, îndeosebi asupra Euharistiei și a prezenței reale a lui Christos sub speciile pâinii și vinului; pe plan ierarhic și disciplinar - raporturile dintre magisteriu și libera interpretare a Scripturii, structura episcopatului, problema celibatului ecleziastic; pe plan organizatoric - cu refuzul de a recunoaște autoritatea (până atunci incontestabilă) a papei.
Pusă în fața unei crize atât de grave, Biserica Catolică a reacționat, în cele din urmă, cu mișcarea cunoscută, mai apoi, cu numele de „Contrareformă” și, mai ales, cu opera Conciliului din Trento (1545-1563); un rol foarte mare (decisiv - după părerea unor istorici) l-a avut în această reacție Societatea lui Isus (Iezuiții), fondată de Sfântul Ignațiu din Loyola, în 1534.
Odată cu căderea Constantinopolului sub dominație otomană (1453), stindardul creștinismului ortodox a trecut în mâinile Bisericii de la Moscova, ridicată, în 1589, la rang de Patriarhat, devenită prima aliată a Țarilor ruși. A început, astfel, procesul de identificare națională între Biserică și stat și de reluare a cezaropapismului bizantin. În timp ce Biserica și Țarul se prezentau (și, într-o oarecare măsură, erau) protectorii ortodoxiei, în mod deosebit a Bisericilor din Balcani căzute sub dominație otomană, s-a elaborat și ideea Moscovei ca fiind „a treia Romă”, chemată să revitalizeze întregul creștinism.

## Creștinismul în epoca modernă
Începând din sec. al XVI-lea diviziunile creștinismului occidental s-au intersectat cu confruntările politico-militare între statele naționale și imperiu, dând astfel o conotație aparte întregii istorii europene: epoca „războaielor religioase” sau Războiul de 30 de ani. Aceste sângeroase confruntări s-au încheiat cu Pacea de la Westfalia (1648).
După Pacea de la Westfalia dezvoltarea creștinismului a fost tot mai puternic influențată de două elemente:
- expansiunea misionară în America și Asia;
- afirmarea, în secolul al XVIII-lea, a curentelor culturale, precum iluminismul, care tindea spre o reconsiderare critică a întregului fenomen religios creștin, independent de diferențele dintre confesiunile religioase.

- a) Cât privește activitatea misionară, îndată trebuie remarcat că încreștinarea Americii s-a înfăptuit strict dependent de echilibrul politic pe care statele europene l-au impus pe acest „pământ nou”. În pământurile colonizate de statele catolice s-a dezvoltat catolicismul (răspândit cu precădere în America Centrală și Meridională), iar în teritoriile dependente de suveranii protestanți s-a răspândit protestantismul (creștinismul în forma lui reformată, preponderent în America de Nord).

Răspândirea creștinismului spre Asia (coroborată numai foarte târziu cu cuceriri teritoriale) s-a dovedit, dimpotrivă, foarte dificilă. Continentul asiatic a rămas, în mod substanțial, impermeabil penetrării creștinismului.
- b) Cât privește, însă, noua cultură iluministă, ea a contribuit la începerea unui proces de descreștinare („secularizare”), care, mai întâi, a atins clasele culte, apoi, burghezia, nobilimea și, în sfârșit, clasele populare.

Iluminismul a influențat profund politica ecleziastică a statelor, care – în numele binelui comun – au afirmat propriul drept de a interveni în domeniul religios (despotismul luminat, iozefinismul, jurisdicționismul). Renașterea precedase și pregătise Iluminismul prin Umanism, retrezind interesul elitelor culte ale Europei pentru comorile culturii clasice "păgâne" și pentru studiul obiectiv și metodic ("ad fontes") al acestora și, de fapt, al oricărui alt text, fapt care n-a întârziat să afecteze reputația Bisericii catolice a cărei autoritate asupra întregului Occident (Donația lui Constantin) a fost demonstrată de către umaniști a se baza pe un fals. Raționalismul, curentele post-scolastice din filozofie, invențiile tehnologice (tiparul) și descoperirile geografice erau și ele parte dintr-un curent care va modifica raportul de forțe între creștinism și stat, creștinism și filosofie, creștinism și știință, și, astfel, între viața creștină (așa cum fusese ea pentru mai bine de 15 secole) și viața omului modern.
Căderea Vechiului Regim – chiar și numai pentru un moment și nu în toate statele – a pus capăt simbiozei dintre biserică și puterea politică, iar răspândirea culturii raționaliste și științifice a contribuit la prezentarea creștinismului ca fiind una dintre multiplele forme de a trăi și, totodată, una dintre concepțiile despre lume, alături de tradițiile culturale și religioase de pe celelalte continente.
Revoluția franceză (1789) a adus cu sine urmări foarte grave pentru creștinism, mai ales pentru Biserica Catolică, căreia i-au fost închise seminariile și institutele de formare a preoților, conventurile și mănăstirile, i-au fost risipiți călugării și călugărițele (cei care au mai scăpat cu viață, deoarece mulți au fost ghilotinați), i-au fost confiscate proprietățile materiale, i-au fost retrase și negate privilegiile și, cel mai grav, ea a dus la „laicizarea” (descreștinarea) ideilor și moravurilor.
Confiscarea imenselor proprietăți ale bisericii de către statul francez nu este însă o premieră în istoria Europei, Anglia procedând la o măsură similară cu secole înaintea Revoluției franceze, când Henric al VIII-lea a confiscat proprietățile funciare ale bisericii catolice pentru a le acorda, mai târziu, diferiților membri ai aristocrației. Pe de altă parte, decizia de confiscare a proprietăților bisericii ține de procesul mai larg de prăbușire treptată a relațiilor feudale pe continent și ridicarea unei societății liberale (burgheze) și s-a produs inclusiv în România, ceva mai târziu, când domnitorul țării, Alexandru Ioan Cuza, a confiscat, în 1863, imensele proprietăți ale Bisericii Ortodoxe, care, la acel moment, reprezentau un sfert din întreaga suprafață a țării, Biserica Ortodoxă Română fiind, pe atunci, cel mai mare exploatator și latifundiar al României. Dovadă că confiscarea imenselor proprietăți ale bisericii creștine ține de procesul mai larg al destrămării relațiilor feudale de servitute, este și faptul că secularizarea făcută de "Domnul Unirii" a fost precedată, cu puțin timp de abolirea sclaviei în cele două principate române (Moldova (1844) și Țara Românească (1847)), fapt ce a dus și la eliberarea sclavilor deținuți și exploatați de biserică ("robii țigani", sau "robii mănăstirești" - existau sate întregi de robi pe întinsele proprietăți ale bisericii).
Pierderea puterii economice și, astfel, a influenței politice de către Biserica creștină a provocat drept contra-reacție o intensă mișcare de reînnoire, caracterizată de multe ordine și institute religioase, active mai ales în câmp social (Sfântul Ioan Bosco, Sfântul Iosif Cotolengo, Monsenior Vladimir Ghika ș.a.), alături de acestea s-au înregistrat și o mare dezvoltare a unor noi forme de devoțiune religioasă (exemplu: Cultul Preasfintei Inimi a lui Isus).
În sânul protestantismului, în secolele XVII - XIX s-au înregistrat diverse mișcări de reînnoire sau de „trezire” creștinească. Astfel, imediat după 1600, s-a afirmat baptismul (ramură radicală a reformei protestante, care a refuzat să mai boteze pruncii, în favoarea unei credințe care trebuie să fie rod al alegerii personale, conștiente), apoi, în spațiul german, la sfârșitul secolului XVII, pietismul (creștinul ca „om nou” și creștinismul ca „viața cea nouă”) și metodismul - marea mișcare de evanghelizare populară cu accentuarea puternică a sfințirii personale și a formării laicilor (mirenilor).
Alte denominații creștine, precum cea adventistă, au reluat motivele milenariste prezente în creștinismul primar, insistând asupra importanței celei de-a doua veniri a lui Cristos, sau a „reîntoarcerii/revenirii” sale.
În alte formațiuni religioase, cum ar fi, de exemplu, cea a mormonilor (apărută în prima jumătate a secolului al XIX-lea, în Statele Unite ale Americii), elementele creștine coexistă cu altele provenite (luate) din alte „revelații” decât cea biblică.
În fine, Martorii lui Iehova (apăruți în a doua jumătate a secolului al XIX-lea, tot în Statele Unite ale Americii) manifestă puternice componente apocaliptice, insistă asupra întregului conținut al Bibliei ca fiind singura autoritate în materie de credință și consideră predicarea evangheliei esențială pentru fiecare creștin.
În sânul romano-catolicismului  a apărut o nouă confesiune: Vechii Catolici (Uniunea Catolicilor de la Utrecht), care refuză dogma infailibilității papei, definită la Conciliul Vatican I în 1870.
În timp ce pretutindeni în jur se înmulțesc semnalele de reînnoire („trezire creștinească”) spiritul reînnoirii începe să miște și confesiunile tradiționale: mișcarea biblică, reînnoirea liturgică, atenția față de problemele sociale etc.
În secolul al XIX-lea creștinismul a trebuit să se confrunte și cu nenumărate doctrine politice, precum liberalismul și socialismul (care se afirmau din ce în ce mai intens), însoțite în diferite forme de cultura pozitivismului, laicismului și chiar ateismului.
În această epocă, creștinismul s-a răspândit mult în țările extra-europene, mai ales în Africa și Asia, dar nici aici n-a scăpat de legăturile și de condiționările de tip politic, atașate, în mare măsură,  colonialismului statelor europene.

## Creștinismul în secolul al XX-lea
La sfârșitul secolului al XIX-lea și în secolul al XX-lea creștinismul a trebuit să se confrunte, în primul rând, cu fenomenele provocate de marile schimbări ale revoluției industriale, cărora li s-au adăugat problemele anexe ale urbanizării și apariția societății de masă, precum și ale introducerii noilor tehnologii de comunicare socială și de informare.
Relațiile diferitelor Biserici locale cu statele declarate „laice” au devenit din ce în ce mai delicate și mai dificile. Dificil a fost (și mai este) și procesul de adaptare la democrațiile moderne. Istoria creștinismului în secolul al XX-lea, din acest punct de vedere, poate fi citită ca istoria unei confruntări delicate cu „modernismul” și cu „laicizarea”, secularismul.
În general, însă, este vorba de o reluare viguroasă a vieții creștine, care a străbătut toate confesiunile creștine, propunând noi sinteze teologice (deosebit de bogat este filonul spiritualității și al teologiei protestante inițiate, în secolul al XIX-lea, de Søren Kierkegaard și urmat de Karl Barth, Rudolf Bultmann, Dietrich Bonhoeffer, Paul Tillich, Jürgen Moltmann ș.a.) și noile perspective de spiritualitate și de organizare care au marcat chiar și lumea așa-zis laică (în ambient catolic: "Institutele seculare", "Acțiunea Catolică"). Specifice epocii sunt diversitatea  pe tărâm filosofic și teologic, co-existența unei teologii conservatoare, fundamentaliste, care ține la interpretarea tradițională a învățăturilor creștine, alături de o teologie liberală, gata să aplice principiile științifice (diversele metode ale criticismului) și să tragă concluzii pe baza acestui efort. Biserica Romei n-a putut continua să ignore rezultatele acestor evoluții și Conciliul Vatican II (1962-1965) reprezintă un moment istoric, cu această ocazie, catolicismul acceptând că Biblia suportă interpretări în lumina fiecărei epoci, confirmând astfel decizia mai veche de acceptare limitată a studiului științific al Bibliei (criticismul). Acceptarea ideii de libertate religioasă este o altă decizie care punea creștinismul catolic în acord cu practicile moderne. Tradiționaliștii catolici condamnă însă evoluția pe care Biserica Romei a luat-o odată cu Conciliul Vatican II, ei preferând, mai degrabă, deciziile primului Conciliu (1869-1870), la care au fost condamnate curentele sau ideologiile moderne ale raționalismului, liberalismului și materialismului.
În Rusia, după Marea Revoluție din octombrie 1917, regimul comunist a dezlănțuit o persecuție cruntă împotriva creștinismului (n-a fost scutită - ba, dimpotrivă - nici chiar Biserica Ortodoxă): confiscarea (naționalizarea) bunurilor, închiderea aproape a tuturor bisericilor și mănăstirilor. Persecuția s-a atenuat numai pe perioada celui de- Al Doilea Război Mondial, când Stalin - în numele efortului politic comun - a început o politică parțială de concesii („doi pași înainte, unul înapoi”).
Consecințele celui de-al Doilea Război Mondial i-au determinat pe creștini să-și revadă anumite poziții, chiar dacă dezaprobările publice au fost cam rare (de exemplu, a început să se vorbească - și azi este o secțiune a „teologiei după Auschwitz”, în sensul că Biserica creștină a regândit și revizuit discursul asupra vinovăției evreilor în procesul lui Iisus și încearcă să-și dea seama cât de mult a contat discursul/predica creștină despre responsabilitatea evreilor în suferințele lui Christos și antisemitism). Atitudinea majorității creștinilor a fost șovăitoare și uneori ambiguă în ceea ce privește luarea de poziții și combaterea încălcărilor atât de grave ale drepturilor omului, îndeosebi în fața persecuției și exterminării evreilor.
La inițiativa unor persoane mai curajoase, uneori chiar dintre clericii creștini (preoți, episcopi, pastori) au fost și creștini care s-au implicat mai ales în asistența materială și spirituală a celor persecutați. Mulți creștini au contribuit la însuflețirea Rezistenței în cele mai diferite forme, inclusiv aceea de supraviețuire în lagăre (Martorii lui Iehova - triunghiurile violete); semnificativă au fost, de exemplu: 1. experiența ecumenică forțată, ce-i drept, dar trăită în lagărele de la Dachau de peste 2700 de preoți, pastori și călugări de toate națiile și confesiunile; 2. „Die Weisse Rose” – mișcarea de rezistență prin sabotarea mașinii de război naziste, rezistență făcută de chiar tineri nemți din Bavaria, și care au plătit cu viața lor curajul de a se opune regimului hitlerist.
Din anii ’70, creștinismul s-a găsit înaintea unor noi provocări, care mai caracterizează încă prezentul.
Mai gravă apare provocarea pusă de proliferarea și răspândirea sectelor de cele mai variate forme, bazate, uneori, chiar pe o reelaborare a elementelor creștine pe lângă și împreună cu cele din religiile orientale.
Nu poate fi trecută cu vederea nici însemnătatea pe care a luat-o fundamentalismul religios, începând cu cel islamic, dar prezent și în creștinism (mai ales în cel protestant nord-american).
Toate aceste probleme cu care se confruntă creștinismul actual constituie teme ale dialogului ecumenic și inter-religios, ecumenismul în rândurile creștinilor devenind astăzi, într-o lume în care cea mai numeroasă biserică creștină (catolică) a cedat deja întâietatea în lume în ce privește numărul de credincioși Islamului, o urgentă necesitate.
Preoți, pastori, religioși și laici (mireni) din toate confesiunile creștine au fost activi (mai sunt încă) pe acest front; unii dintre aceștia au primit chiar recunoaștere internațională, cum ar fi, de exemplu, Premiul Nobel pentru pace: Albert Schweitzer, luteran; Martin Luther King, pastor baptist, Maica Tereza de Calcuta, catolică; Desmond Tutu, episcop anglican sud-african; Ximens Belo, episcop catolic de Timor. Alții au fost persecutați și chiar au devenit martiri ai acestei cauze (spre exemplu: Martin Luther King, episcopul Romero din San Salvador, Aleksandr Man, preot ortodox în Rusia).
Pe acest plan nu poate fi subevaluată sau trecută cu vederea importanța pontificatului papei Ioan Paul al II-lea (al cărui rol în căderea și dizolvarea regimurilor comuniste trebuie să fie deplin clarificat și acceptat), cum nu se poate neglija și faptul că această prăbușire a regimurilor comuniste a deschis Bisericii Ortodoxe posibilitatea unei reluări a activității sale.
La trecerea în cel de-al III-lea mileniu – în pofida problemelor enumerate – creștinismul continuă să exercite o puternică atracție asupra unei mari părți a omenirii, fapt evident din prezența pe glob a peste două miliarde de creștini.

## Creștinismul în secolul XXI
Conform estimărilor, țara cu cel mai mare număr de creștini în 2030 va fi China.

## Relația creștinismului cu alte religii
Datorită istoriei sale schimbătoare este dificil să înțelegem nivelul actual al relațiilor creștinismului cu alte religii. Acestea variază de la regiune la regiune. Partea următoare reflectă unele din aceste relații:

### Iudaismul
În istorie, relația dintre iudaism și creștinism a fost tensionată. Totuși, după Holocaust, diverse discuții au ca scop reconcilierea creștino-iudaică și relațiile dintre cele două religii s-au îmbunătățit.
Iudaismul privește creștinismul ca fiind o eroare: originar, adică în iudaism, Mesia este un om, un rege evreu așteptat de către toți, care, deși va înfăptui multe lucruri greu de făcut de altcineva (reconstruirea Templului, aducerea păcii mondiale, o credință universală în dumnezeul evreilor, învierea morților), rămâne totuși o ființă umană și atât (vezi intrarea "jewish eschatology" de pe wikipedia engleză pentru mai multe detalii), care doar are concursul deplin al unicului creator care este Dumnezeu.

### Islamul
Adepții Islamului s-au referit în istorie la evrei, creștini și la ei înșiși ca la ,,Oamenii Cărții’’, datorită faptului că cele trei religii se bazează pe anumite cărți de origine divină. Doctrinar, însă, creștinismul este perceput de către islam ca o formă de politeism (asociaționism, "sîrk" - în arabă "politeism"), așa cum este reflectat de chiar textul sfânt islamic (Coranul), în surata (,,capitolul") 5, versetul 73, care spune textual că "este blasfemie curată să pretinzi că Dumnezeu este unul din trei într-o Trinitate". Versetul continuă, spunând că Dumnezeu (Alah) va pedepsi aspru o astfel de credință. Surata 5, continuă și ea în aceeași direcție, susținând că Iisus Hristos a fost un simplu om, un profet (surata 5, verset 75), iar versetul 77 spune că cei care cred altfel sunt niște rătăciți. Se poate găsi o mai amplă cercetare a viziunii islamice despre creștinism în lucrarea "Islamul interdicțiilor" al islamologului Anne-Marie Delcambre, capitol 7, paginile 55 la 62. Conceptul sîrk (în engleză "shirk") este și el discutat la intrarea omonimă din Wikipedia engleză.  Creștinii, la rândul lor, nu recunosc Coranul ca fiind o carte de origine divină, și nici nu sunt de acord cu faptul că Iisus este un simplu profet, la fel ca Mahomed, cum nu pot accepta nici faptul că Mahomed este profet și că, astfel, cartea lui sfântă reprezintă un mesaj veridic al Creatorului. 
Musulmanii consideră că Biblia și Tora, cărțile sfinte ale Creștinismului și Iudaismului au fost interpretate greșit și distorsionate de către credincioșii respectivelor religii. Bazați pe această credință, musulmanii văd în Coran corectarea greșelilor făcute de creștini. De exemplu, musulmanii resping existența Trinității și a ideii că Iisus Hristos este Dumnezeu.
Între cele două religii au existat dese controverse și conflicte (Cruciadele fiind un exemplu), chiar dacă au existat și relații de înțelegere și pace. Scrierile teologului Toma de Aquino citează și anumiți filozofi musulmani (cum ar fi ‘Ibn-Rushd).
La data de 6 mai 2001, Papa Ioan Paul al II-lea, primul Papă care s-a rugat într-o moschee, a declarat, în Moscheea Omeyazilor din Damasc, că ,,Este important ca musulmanii și creștinii să continue explorarea întrebărilor filozofice și teologice, pentru a putea obține o cunoaștere mai obiectivă și o cunoaștere inter-religioasă. O mai bună cunoaștere între cele două religii va conduce, la nivel practic, la o nouă modalitate de a prezenta religiile noastre, nu în opoziție, cum s-a întâmplat foarte des în trecut, ci în asociere, pentru binele umanității.’’

## Creștinismul din perspectiva filozofiei și științei

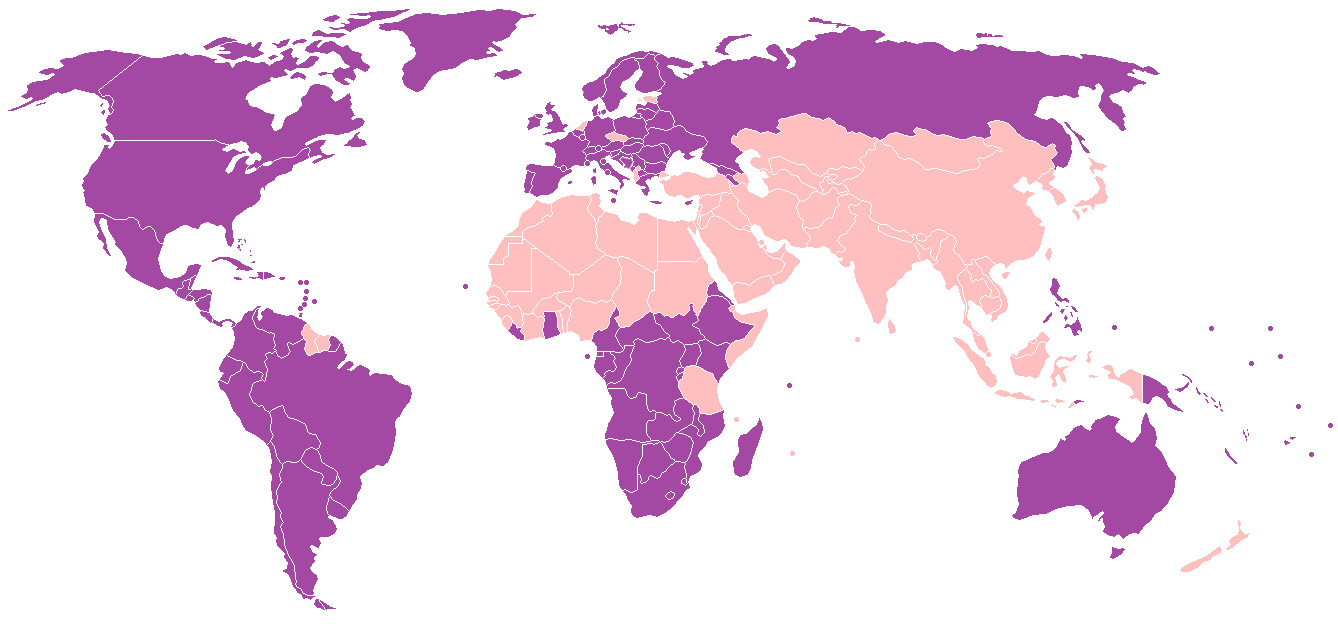
Creștinismul la etapa actuală (în mov sunt statele în care religia este majoritară). Date din 2014.

Filozofia, datorită caracterului ei rațional, nu putea decât să intre în conflict cu creștinismul, o religie în care adevărurile sunt revelate și impuse dogmatic. Logica și rațiunea nu sunt, însă, nici păgâne, nici creștine. În consecință, la un moment dat, o parte dintre creștini (anume creștinătatea occidentală) a redescoperit, prin contactul cu civilizația arabă, filozofia și rațiunea ,,păgână". Europenii, practic, își găseau, astfel, rădăcinile culturale istorice, grecești și romane, cursul luat de evenimente din acest moment ducând la o scădere treptată a forței religiei, inițial, filozofia eliberându-se de sub tutela religiei, ulterior, apărând și știința (în sensul modern al termenului), fapt care, însă, nu a dus la dispariția conflictelor cu creștinismul.
Filosofia reproșează creștinismului și religiei, în general, lipsa gândirii critice și a libertății de gândire (dogmatismul), în timp ce știința, în afară de a fi discreditat istoric anumite afirmații ale creștinismului, are ca obiect de studiu, prin diversele sale discipline, chiar creștinismul și religia. Analiza comparată a creștinismului nu-l face deloc mai adevărat față de oricare altă religie studiată. Acest fapt nu a rămas fără consecințe, căci printre elitele intelectuale gradul de adeziune la dogmele creștine este cel mai scăzut.
Astfel, în iulie 1998, revista britanică Nature publica rezultatele unui sondaj despre credință la intelectuali. Conform acestui sondaj numai 40% (25% credincioși și 15% agnostici) din membrii comunității științifice cred într-un dumnezeu personal (cum este acela al religiilor monoteiste precum creștinismul, islamul și iudaismul), în timp ce doar 7% dintre membrii elitei comunității științifice (cum sunt, de exemplu, membrii Academiei Naționale de Științe a S.U.A.) cred în existența aceluiași tip de dumnezeu. Rezultatele sondajului demonstrau, practic, o inversiune a raportului credincioși-necredincioși față de populația generală, la care procentul de persoane care cred în existența unui dumnezeu personal se ridica la peste 70 de procente. Rezultatele sondajului trebuie considerate în funcție de definițiile dogmatice ale credinței creștine și ale agnosticismului.
Sondajul, realizat pe tiparele introduse de James H. Leuba în 1914, permite și evaluarea tendinței în timp a atitudinii religioase: în 1914 aproximativ 27 la sută dintre oamenii de știință declarau că cred în existența unui dumnezeu personal, în 1933 procentajul căzând la 15, pentru a cădea, în continuare, la 7 la sută (în 1998).
O verificare a rezultatelor privitoare la existența unui dumnezeu personal a fost realizată cu întrebarea referitoare la existența sufletului, constatându-se o corelație strânsă a răspunsurilor: în 1998, doar 7 procente dintre savanții de valoare credeau în imortalitatea sufletului.
Un fapt demn de menționat este că nu cu mult timp înaintea publicării studiului amintit, pe fondul disputei provocată de către fundamentaliștii creștini din S.U.A. pe tema predării teoriei evoluției, președintele forului academic suprem al țării, anume Bruce Alberts, a declarat public că mai mulți biologi care consideră justă teoria evoluției sunt foarte religioși. Motivul ieșirii sale pe scena publică este evident: calmarea spiritelor. Ori printre membrii N.A.S., biologii sunt acea secțiune academică cel mai puțin înclinată să creadă în existența lui Dumnezeu, scorul în ce-i privește fiind de aproximativ 5 procente.
Contradicția dintre declarație și realitatea statistică revelată de sondaj nu face decât să confirme valoarea pur retorică a declarațiilor de acest gen, menite să nu alieneze și mai mult segmentul de populație fundamentalistă. Tentativele retorice care încearcă să concilieze știința cu religia sunt discursuri care, cert, pot fi propagate din bună intenție, dar care nu corespund realității statistice: trebuie distinse anecdotele despre fermitatea credinței creștine a cutărui savant de rezultatele unui eșantion statistic bine construit și care permite măsurarea tendinței reale care prevalează în sânul unei populații. Ori datele demonstrează clar că oamenii de știință sunt, în general, mult mai puțin credincioși decât ansamblul populației din care fac parte. Este probabilă chiar existența unei corelații negative între credința într-un dumnezeu personal și nivelul de educație. În definitiv, poate nu este pură întâmplare faptul că biserica catolică s-a opus atât de mult timp școlii obligatorii.
„eu văd întreaga credință ca pe o psihoză colectivă. De fapt este un delir, dar nu este considerat drept boală care ține de psihiatrie, deoarece atât de mulți oameni suferă de acesta. Zic asta oarecum în glumă, dar nu ar fi de mirare că se atribuie calități reale unei chestii care nu este întemeiată pe realitate? Dacă cineva ar prezenta astfel de simptome într-un alt domeniu, în calitate de terapeut aș nota pe fișa de observație un cod din DSM-IV: delir sever.”—Anna Enquist
Conform Enciclopediei Britannica, creștinismul, ca orice monoteism, a manifestat în bimilenara sa istorie o apreciabilă cantitate de intoleranță atât de tipică acestei forme speciale de religie.
Filozoful canadian de origine franceză Hervé Fischer definește și el monoteismul ca fiind "una dintre cele mai mari catastrofe ideologice din istoria umanității" și o formă de "sclavagism religios." ("Nous Serons Des Dieux", VLB éditeurs 2006, p. 52: "Les monothéismes constituent l'une des pires catastrophes idéologiques de l'histoire humaine." La pagina 36: "Zeii monoteismelor aproape că și-au negat creațiile, condamnând și strivind sub călcâiul lor lumea, aplatizând-o pe treapta cea mai de jos a cosmogoniei, aproape de Iad. [...] Și mai degrabă decât să avem frică de noi-înșine ca niște sclavi gândindu-ne la ideea de a ne obține libertatea, cum să nu alegem abolirea acestui sclavagism religios?" La pagina 34: "Dumnezeii monoteismelor sunt erori civilizaționale, divagații tragice care nu încetează să ne otrăvească spiritul. Am inventat dumnezei perverși, inspirându-ne fără îndoială din caracterul uman. Din evantaiul oferit lui, Occidentul a ales un monoteism pur și dur, abandonând păgânismul, în timp ce, totuși, politeismul era mult mai convivial; tot atât de himeric, adevărat, însă mult mai puțin funest. [...] O altă viziune despre lume era posibilă chiar și în acele timpuri îndepărtate. Civilizația chineză a știut în mod remarcabil să se ferească de acest teism tragic, în special datorită lui Confucius (sau Kong Fu Zi, n. 550 î.Hr.; d. 478 î.Hr.) și lui Lao-țî (Laotze sau Lao Tzu), promovând ideea unei armonii universale și a unei morale civile ce trebuia să reflecte ordinea."
Un alt filozof francez, Michel Onfray, spune referindu-se la monoteism ("Tratat de ateologie - Fizica metafizicii", Grasset 2005, Livre de poche, p. 101, secțiunea "Ochiul negru al monoteismului"): "Astfel încât atunci când oamenii își pun în cap să dea viață unui Dumnezeu unic, o fac ca imagine a lor în oglindă: violent, gelos, răzbunător, misogin, agresiv, tiranic, intolerant. Altfel spus, ei sculptează propria lor pulsiune ucigașă și fac din ea un bolid lansat în plină viteză spre ei înșiși."; p. 103: "Religia dumnezeului unic adoptă toate aceste atitudini: ea lucrează pentru ura de sine, pentru disprețul corpului, în disprețul inteligenței; proiectată contra celuilalt, ea încurajează răutatea, intoleranța născătoare de rasisme, xenofobia, războaiele și injustiția socială.")
Autorul lucrărilor "Prețul monoteismului" și "Moise egipteanul", profesorul de egiptologie și teologie Jan Assmann subliniază și el natura intolerantă a monoteismelor; referindu-se la monoteismul exclusiv (precum creștinismul), el explică faptul că problema acestuia este intoleranța, intoleranță care pleacă de la natura distincției absolute între adevăr și fals, între cele două posibilități neexistând, în viziunea adepților monoteismului, grade intermediare.
Această caracteristică lipsea politeismului, religie, în mod natural, mai tolerantă și care nu punea accentul pe ideea de "falși zei" sau "false religii".
Schopenhauer considera că religiile sunt adevărate în sensu allegorico, dar sunt minciuni în sensu proprio (adică dogmele privite drept adevăruri în  sens literal). Teologii știu foarte bine acest lucru, dar trebuie să-i mintă pe enoriași că dogmele ar fi literal adevărate.
Mai târziu, când gândirea critică s-a impus în Vest, acest fapt a dus la apariția fenomenului numit religio duplex (religia dublă), care împarte populația unei națiuni de tradiție monoteistă (creștină) între religia populară, a omului de rând, pentru care adevărurile de credință sunt absolute, și religia elitelor, sau religia celor inițiați, care înțeleseseră caracterul relativ al adevărurilor de credință, dar care țineau la conceptul de Ființă superioară și morala asociată.

## Creștinism și comunism
Idealul utopic comun al creștinismului și comunismului este crearea unei societăți în toate țările de pe pămȃnt în care să existe egalitate deplină socio-materială și fraternitate între oameni.